# 大山町立名和中学校
大山町立名和中学校（だいせんちょうりつ なわちゅうがっこう）は、鳥取県西伯郡大山町名和にある公立中学校。

## 沿革
- 1947年（昭和22年）4月 - 御来屋町外三ヵ村学校組合立名和中学校[2]。
- 1948年（昭和23年）4月1日 - 元名和青年学校校舎に移転、北校舎とした。
- 1948年（昭和23年）7月17日 - 東校舎竣工落成。
- 1949年（昭和24年）8月30日 - 中校舎竣工落成。
- 1951年（昭和26年）6月1日 - 南校舎竣工落成。
- 1952年（昭和27年）4月1日 - 全生徒を校地に収容。
- 1954年（昭和29年）4月1日 - 西伯郡御来屋町と庄内・名和・光徳村が合併し西伯郡名和町発足に伴い、名和町立名和中学校と改称。
- 1972年（昭和47年）12月15日 - 現在地へ新築移転。
- 2005年（平成17年）3月28日 - 西伯郡大山町・名和町・中山町が合併し（新）大山町発足に伴い大山町立名和中学校と改称。

## 部活動

### 運動部
- 剣道部
- バスケットボール部
- 野球部
- サッカー部
- 陸上部
- バレーボール部

### 文化部
- 吹奏楽部
- 美術部

## 校区
- 校区は、名和小学校の通学区域となっている。

## 校区内の主な施設
- 大山町役場

## アクセス
- JR山陰本線 名和駅から700m。
- 山陰道　名和IC　から1320m。

## 出身人物
- 竹口大紀（大山町長）